# Eustroma promacha
Eustroma promacha är en fjärilsart som beskrevs av Louis Beethoven Prout 1940. Eustroma promacha ingår i släktet Eustroma och familjen mätare. Inga underarter finns listade i Catalogue of Life.